# لایه (رودبار)
لایه از جمله روستاهایی است که در نزدیکی رودخانه شاهرود و بین استان قزوین وبخش عمارلو از بخشهای استان گیلان است و زبان مردم آن تاتی است.